# Talaud-Flughund
Der Talaud-Flughund (Acerodon humilis) ist ein Flughund der Gattung Acerodon, der auf den indonesischen Talaudinseln endemisch ist. 

## Forschungsgeschichte
Diese Art wurde 1897 entdeckt und war lange Zeit nur durch ein paar sehr alte Museumsexemplare bekannt, bis 1999 eine lebende Population wiederentdeckt wurde.

## Merkmale
Er ist eine kleine braune Acerodon-Art mit runden Punkten auf den Ohren. Die Unterarmlänge beträgt 116 bis 131 Millimeter, die Tarsuslänge 53,5 bis 59,5 Millimeter, die Ohrenlänge 24 bis 24,7 Millimeter und das Gewicht 214 bis 307 Gramm.